# TAN (groupe)
 (juillet 2024).
La mise en forme du texte ne suit pas les recommandations de Wikipédia : il faut le « wikifier ».
Les points d'amélioration suivants sont les cas les plus fréquents. Le détail des points à revoir est peut-être précisé sur la page de discussion.
- Les titres sont pré-formatés par le logiciel. Ils ne sont ni en capitales, ni en gras.
- Le texte ne doit pas être écrit en capitales (les noms de famille non plus), ni en gras, ni en italique, ni en « petit »…
- Le gras n'est utilisé que pour surligner le titre de l'article dans l'introduction, une seule fois.
- L'italique est rarement utilisé : mots en langue étrangère, titres d'œuvres, noms de bateaux, etc.
- Les citations ne sont pas en italique mais en corps de texte normal. Elles sont entourées par des guillemets français : « et ».
- Les listes à puces sont à éviter, des paragraphes rédigés étant largement préférés. Les tableaux sont à réserver à la présentation de données structurées (résultats, etc.).
- Les appels de note de bas de page (petits chiffres en exposant, introduits par l'outil «  Source ») sont à placer entre la fin de phrase et le point final[comme ça].
- Les liens internes (vers d'autres articles de Wikipédia) sont à choisir avec parcimonie. Créez des liens vers des articles approfondissant le sujet. Les termes génériques sans rapport avec le sujet sont à éviter, ainsi que les répétitions de liens vers un même terme.
- Les liens externes sont à placer uniquement dans une section « Liens externes », à la fin de l'article. Ces liens sont à choisir avec parcimonie suivant les règles définies. Si un lien sert de source à l'article, son insertion dans le texte est à faire par les notes de bas de page.
- La présentation des références doit suivre les conventions bibliographiques. Il est recommandé d'utiliser les modèles {{Ouvrage}}, {{Chapitre}}, {{Article}}, {{Lien web}} et/ou {{Bibliographie}}. Le mode d'édition visuel peut mettre en forme automatiquement les références.
- Insérer une infobox (cadre d'informations à droite) n'est pas obligatoire pour parachever la mise en page.

Pour une aide détaillée, merci de consulter Aide:Wikification.
Si vous pensez que ces points ont été résolus, vous pouvez retirer ce bandeau et améliorer la mise en forme d'un autre article.
Pour les articles homonymes, voir TAN.
TAN (coréen : 티에이엔 ; anciennement coréen : 탄 ; acronyme de To All Nations) est un boys band sud-coréen formé dans le cadre du concours de survie MBC Extreme Debut: Wild Idol en 2021. Le groupe est composé de sept membres : Changsun, Jooan, Jaejun, Sunghyuk, Hyunyeop, Taehoon et Jiseong. Ils ont fait leurs débuts le 10 mars 2022 avec le jeu prolongé 1TAN.

## Histoire

### Pré-débuts:The Wild Idolet plusieurs performances
TAN a été formé dans le cadre de l'émission de compétition de survie The Wild Idol, diffusée du 17 septembre 2021 au 16 décembre 2021. Sur les quarante-cinq candidats initialement, seuls les sept premiers seraient inclus dans la première formation finale.
Avant d'apparaître dans l'émission, la plupart des membres étaient déjà actifs dans l'industrie du divertissement. Lee Jae-jun a fait ses débuts en 2012 en tant que membre de C-Clown sous le nom de scène Maru, jusqu'à la dissolution du groupe en 2015. Il a ensuite fait ses débuts avec TREI en 2019, qui s'est ensuite dissous l'année suivante et a fait à nouveau ses débuts en tant que moitié du duo JT&Marcus en 2021,. Lee Chang-sun a rejoint 24K en 2016. Ils étaient tous les deux candidats à Mix Nine, mais aucun d'eux n'a fait partie de la formation finale ; ce dernier a été éliminé au premier tour, se classant 105e au classement général, tandis que le premier a été éliminé au tour final,. Après avoir terminé à la 31e place dans Produce 101 Saison 2, Seo Sung-hyuk a fait ses débuts dans le groupe de projet Rainz en 2017 jusqu'à ce que le groupe conclue ses activités un an plus tard,. Im Joo-an a fait ses débuts avec We in the Zone en 2019 jusqu'à la dissolution du groupe en 2021,. Bang Tae-hoon est brièvement apparu dans Cap-Teen. Kim Ji-seong est membre de NTX, ils ont fait leurs débuts début 2021.
Le 29 décembre 2021, TAN ont eu leur première performance sur scène avec la chanson « Diving to the Top » aux MBC Entertainment Awards 2021. Deux jours plus tard, ils ont interprété "Last Chance" sur MBC Gayo Daejejeon. TAN ont de nouveau interprété la chanson lors de leur première émission musicale diffusée sur Show! de MBC. Music Core le 8 janvier 2022. Ils ont ensuite eu leur premier spectacle de rue au gymnase Taebaek Gowon le 16 janvier.

### 2022: débuts avec1TAN,2TAN,Dream & Deurimet promotions à l'étranger
Le 28 février 2022, Think Entertainment a publié un calendrier promotionnel annonçant les débuts de TAN avec leur premier jeu prolongé 1TAN le 10 mars Conformément à la date prévue, l'EP avec le premier single "Du Du Du" et son clip est sorti. TAN ont également eu une première présentation au Centennial Hall de l'Université Yonsei le même jour. Le lendemain, Think Entertainment a annoncé que Jaejun serait un hôte spécial sur Show ! Music Core pendant deux semaines à partir du 12 février. Le même jour, TAN ont fait leurs débuts sur Music Bank de KBS2.
Le 22 mai, TAN ont eu leur deuxième prestation dans la rue au Pohang Space Walk. Après avoir joué, ils ont annoncé qu'ils feraient un retour en juin et ont spoilé des parties de la nouvelle chanson. Le 21 juin, TAN ont sorti la première partie de leur deuxième play prolongé 2TAN avec leur single "Louder". Le 26 juillet, TAN ont sorti la deuxième partie de 2TAN avec leur single "Walking On The Moon". Le 4 août, le nom du groupe a été changé de TAN (coréen : 탄 ; prononcé tan) à TAN (coréen : 티에이엔 ; prononcé TAN). Ils ont tenu leur tout premier showcase au Japon au Toyos PIT, Tokyo, et au BIGCAT Live House, Osaka, respectivement les 7 et 9 septembre.
Le 11 octobre, TAN sortent leur premier single album Dream & Deurim avec le single "Beautiful Lie". Le 4 novembre, ils ont organisé un fan meeting à Manille. Ils sont également apparus dans certaines émissions de télévision, telles que It's Showtime d'ABS-CBN,. Le 26 novembre, ils se sont produits au "1er Festival Coreano en República Dominicaine (1er Festival coréen en République Dominicaine)",. Un mois plus tard, les 18 et 24 décembre, ils ont organisé un autre fan meeting au Japon au Knowledge Theatre d'Osaka et au TFT Hall 500 de Tokyo.

### 2023:Essege
Le 23 février 2023, Think Entertainment a publié un calendrier promotionnel révélant sa prochaine sortie, un single spécial pour leur premier anniversaire intitulé Essege, qui sortira le 10 mars. Le nom du single album vient de la combinaison des mots « Essay » et « Message ».

## Membres
- Changsun (창선)
- Jooan (주안)
- Jaejun (재준)
- Sunghyuk (성혁)
- Hyunyeop (현엽)
- Taehoon (태훈)
- Jiseong (지성)

## Discographie

### Singles
| Titre | Année | Positions maximales dans les chartes | Positions maximales dans les chartes | Album          |
| Titre | Année | KOR Down.                            | KOR BGM                              | Album          |
| --- | ----- | ------------------------------------ | ------------------------------------ | -------------- |
| "Du Du Du"                                                                                               | 2022  | 59                                   | 188                                  | 1TAN           |
| "Louder"                                                                                                 | 2022  | —                                    | —                                    | 2TAN           |
| "Walking On The Moon"                                                                                    | 2022  | —                                    | 193                                  | 2TAN           |
| "Beautiful Lie"                                                                                          | 2022  | —                                    | —                                    | Dream & Deurim |
| "Fix You"                                                                                                | 2023  | —                                    | —                                    | Essege         |
| "Heartbeat"                                                                                              | 2023  | —                                    | —                                    | TAN Made       |
| "Hypertonic"                                                                                             | 2024  | —                                    | —                                    | 3TAN           |
| "-" désigne les versions qui n'ont pas été répertoriées ou qui n'ont pas été publiées dans cette région. |       |                                      |                                      |                |

### Autres chansons en chartes
| Titre                                | Année | Positions maximales dans les chartes | Album |
| Titre                                | Année | KOR BGM                              | Album |
| ------------------------------------ | ----- | ------------------------------------ | ----- |
| "Sing with You" (너란 별 (약속해요)) | 2022  | 189                                  | 2TAN  |
| "Midnight" (별 헤는 밤)              | 2022  | 136                                  | 2TAN  |

## Vidéographie

### Vidéos musicales
| Titre               | Année | Directeur(s) |
| ------------------- | ----- | ------------ |
| Du Du Du            | 2022  | Kwon Jin-mo  |
| Louder              | 2022  | Kwon Jin-mo  |
| Walking on the Moon | 2022  | Kwon Jin-mo  |
| Beautiful Lie       | 2022  | Kwon Jin-mo  |
| Fix You             | 2023  | Kwon Jin-mo  |
| Heartbeat           | 2023  |              |
| Hypertonic          | 2024  | Grida        |

## Filmographie

### Émissions de télévision
| Année | Titre             | Titre                 | Remarques                                                    | Ref.   |
| Année | Anglais           | coréen                | Remarques                                                    | Ref.   |
| ----- | ----------------- | --------------------- | ------------------------------------------------------------ | ------ |
| 2021  | The Wild Idol     | 극한데뷔 야생돌       | Émission de survie pour déterminer les membres de TAN        | [ 1 ]  |
| 2022  | We Are Family     | 우리는 식구당         | Émission de grande variété de la société Think Entertainment | [ 46 ] |
| 2022  | Dancing Dol Stage | 댄싱돌 스테이지 시즌1 | Candidat, terminé à la première place                        | [ 47 ] |

### Émissions Web
| Année     | Titre                              | Remarques                                          | Ref.   |
| --------- | ---------------------------------- | -------------------------------------------------- | ------ |
| 2021-2022 | TAN in Wonderland : 18-28          | Émission de télé-réalité avant-première            | [ 48 ] |
| 2022      | TAN-tents with PUBG: Battlegrounds | Émission de variétés de survie sur le thème du jeu | [ 49 ] |

## Ambassadeur
- Ambassadeur d'Untangodo 1330 (2022)[50]

## Récompenses et nominations
| Remise des prix     | Année | Catégorie                 | Candidat / Travail | Résultat   | Ref.   |
| ------------------- | ----- | ------------------------- | ------------------ | ---------- | ------ |
| Hanteo Music Awards | 2023  | New Korean Wave Star      | TAN                | Lauréat    | [ 51 ] |
| Hanteo Music Awards | 2023  | Rookie of the Year – Male | TAN                | Nomination | [ 52 ] |
| Seoul Music Awards  | 2023  | Rookie Award              | TAN                | Nomination | [ 53 ] |
| Seoul Music Awards  | 2023  | Popularity Award          | TAN                | Nomination | [ 53 ] |
| Seoul Music Awards  | 2023  | Hallyu Special Award      | TAN                | Nomination | [ 53 ] |
| Seoul Music Awards  | 2023  | New Wave Star             | TAN                | Lauréat    | [ 54 ] |

## Remarques
- 3TAN est aussi référencé en tant que TAN W Series '3TAN' (World ver).
- 1TAN est aussi référencé en tant que Limited Edition '1TAN'.
- 2TAN est aussi référencé en tant que W Series '2TAN' (Wish ver) et W Series '2TAN' (We ver).